# 長妻昭
長妻 昭（ながつま あきら、1960年〈昭和35年〉6月14日 - ）は、日本の政治家。立憲民主党所属の衆議院議員（9期）、立憲民主党代表代行（政策統括）、立憲民主党東京都連合会長。
厚生労働大臣（第11代・第12代）、年金改革担当大臣（鳩山由紀夫内閣・菅直人内閣）、民主党代表代行、民進党代表代行、旧立憲民主党代表代行・政務調査会長・選挙対策委員長、立憲民主党副代表、立憲民主党政務調査会長（第3代）、立憲民主党ネクスト内閣官房長官を歴任した。

## 来歴

### 生い立ち
東京都練馬区生まれ。都立練馬高校を経て、慶應義塾大学法学部法律学科（民法：新田敏ゼミ）卒業。大学卒業後、日本電気（NEC）に入社し、大型コンピューターの営業職を務める。その後日経ビジネスの記者に転職し、主に金融、行政、政治分野を担当した。
1992年、大前研一が立ち上げた平成維新の会に参加し、事務局長代理を務める。
1995年の第17回参議院議員通常選挙に平成維新の会公認で立候補するも、落選。その後新党さきがけに入党し、1996年の旧民主党結党に参加する。
1996年の第41回衆議院議員総選挙に旧民主党公認で東京10区から出馬するが、自由民主党公認の小林興起に大敗。次点も新進党前職の鮫島宗明に奪われ、重複立候補していた比例東京ブロックでの復活もならず落選した。

### 衆議院議員へ

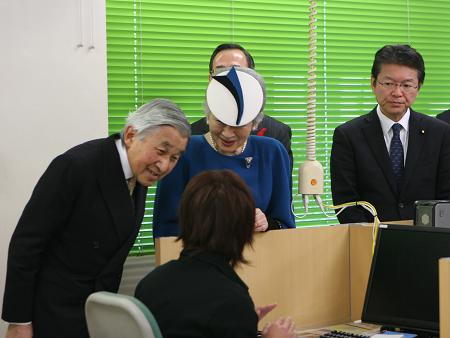
2009年12月7日、国立障害者リハビリテーションセンターにて天皇（左）、皇后（中央）（当時）と

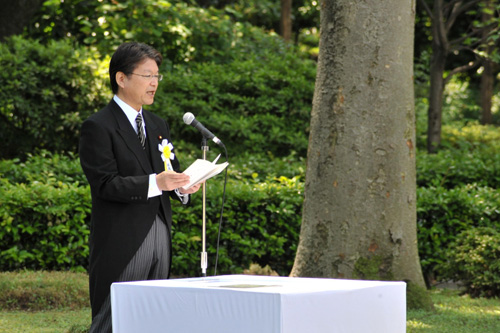
2010年5月31日、千鳥ケ淵戦没者墓苑拝礼式にて

2000年の第42回衆議院議員総選挙では、東京7区に国替えし、民主党公認で出馬。自民党前職で、北海道開発庁長官や沖縄開発庁長官を歴任した粕谷茂に比例復活すら許さない票差をつけ、初当選（粕谷はこの敗北が遠因になり、政界引退に追い込まれた）。2002年9月の民主党代表選挙では、同じ東京都選出で当時幹事長だった菅直人の推薦人に名を連ねる （菅は岡田克也を破り当選）。2003年の第43回衆議院議員総選挙で再選。2005年の第44回衆議院議員総選挙では、東京7区で自民党の松本文明に敗れたが、重複立候補していた比例東京ブロックで復活し、3選。

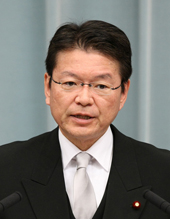
2010年6月8日、菅直人内閣での入閣時の記者会見にて

2009年5月の民主党代表選挙では、中堅・若手を中心に出馬を期待する声が上がったものの立候補を見送り、副代表を務めていた岡田克也の推薦人に名を連ねた（岡田は鳩山由紀夫に敗北）。同年8月の第45回衆議院議員総選挙では、東京7区で松本を大差で破り4選。選挙後に発足した鳩山由紀夫内閣で厚生労働大臣に任命され、初入閣。あわせて「年金行政の抜本的な見直しを推進するため企画立案及び行政各部の所管する事務の調整」を担当する国務大臣（年金改革担当大臣）を兼務。鳩山の退陣に伴い2010年6月に発足した菅直人内閣においても、引き続き入閣した。
同年9月、菅直人第1次改造内閣の発足に伴い、厚生労働大臣を退任し、民主党筆頭副幹事長に就任。閣僚経験者の副幹事長への起用は民主党内では異例の降格人事とされ、内閣改造に際して閣僚人事の検討を主導した当時の内閣官房長官仙谷由人は「長妻君の職員からの評判はすこぶる悪い。かと言って、交代させると、ダメという烙印を押すことになる」と周囲に語ったとの報道もある。厚労相退任に際し、長妻自身はわずか1年間での退任に未練をにじませた。
2012年、衆議院厚生労働委員長に就任。同年12月の第46回衆議院議員総選挙では与党に猛烈な逆風が吹き荒れる中、東京7区で自民党元職の松本を破り、5選（松本は比例復活）。なおこの選挙で、東京都の25の小選挙区で当選した民主党候補は長妻と長島昭久の2人だけであった。2013年5月、民主党幹事長代行に就任。
2014年、政調会長代理に再び就任。同年12月の第47回衆議院議員総選挙では、再び松本を破り6選（松本は比例復活）。この選挙により、東京都内で唯一民主党が勝利した選挙区となった。
同年12月末、元農林水産大臣赤松広隆ら党内リベラル勢力の支援を受けて2015年1月の民主党代表選挙に出馬を表明。支持基盤が重なっている元農林水産副大臣篠原孝との候補1本化に成功し、推薦人に赤松や篠原の他、政界での盟友（後述）山井和則、慶応大の後輩で平成維新の会へも共に参加した風間直樹らが名を連ねたが、3位となり決選投票に進めず敗北。岡田執行部発足後は党代表代行に就任した。
2016年3月、民主党と維新の党が合流して結成された民進党に参加し、執行部発足後も代表代行に留任した。
2017年7月27日、民進党代表の蓮舫が、同月の東京都議会議員選挙の結果を受けて辞任を表明。蓮舫の辞任に伴う代表選挙（9月1日実施）では枝野幸男の選対本部長を務め、かつ推薦人に名を連ねた。前原誠司執行部発足後は党選挙対策委員長に就任。また同年9月12日には民進党東京都連会長に選出された。

### 立憲民主党

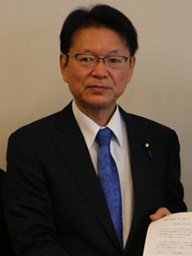
2019年12月18日撮影

2017年9月28日、民進党の前原誠司代表は、10月の第48回衆議院議員総選挙に党の公認候補を立てず希望の党との事実上の合流に踏み切る方針を提案。前原の提案は両院議員総会で了承された。9月29日、希望の党の小池百合子代表は記者会見で、安保法制や憲法改正などで政策が一致しない公認希望者について「排除いたします」と明言した。
同年9月30日未明、共同通信が「枝野幸男が無所属で出馬する方向で検討に入った。考え方の近い前議員らとの新党結成も視野に入れている」と報道。同日中にリベラル派の前職、元職計15人の「排除リスト」が出回る。同日夜、長妻、辻元清美、近藤昭一、参議院議員の福山哲郎らは都内のホテルの一室で枝野代表代行を囲んだ。長妻は「討ち死にするのなら、派手に戦った方がいい」と新党の立ち上げを主張した。10月1日夜、再び枝野、長妻、近藤、福山の4人が集まり、翌2日に枝野が一人で結党の記者会見を行うことなどを決めた。10月2日朝、読売新聞は、希望の党が公認しない方向となった民進党議員10人のリストを報じた。ここでも長妻はリストに含まれていたが、東京7区には希望の党が対抗馬を立てない方針であることがあわせて報じられた。同日夕方、枝野は記者会見し、新党「立憲民主党」を結党すると表明した。10月3日午前、長妻は東京都選挙管理委員会を通じて総務大臣に新党設立を届け出て、受理された。結党メンバーは、枝野、長妻、菅直人、赤松広隆、阿部知子、初鹿明博の6人。長妻は代表代行に就任した。
立憲民主党が設立された10月3日の午前、熊本県議会で動きがあった。都民ファーストの会代表の荒木千陽都議の父親で、熊本県議の荒木章博が辞職願を提出し、許可された。同日午後、希望の党は衆院選の第1次公認192人を発表。東京7区に荒木章博が刺客として送り込まれたことが明らかとなった。10月4日、日本共産党東京都委員会は立憲民主党や社民党と共闘するため、東京1、5、6、7、18、21区について新人候補の擁立を取りやめると発表した。
同年10月22日、総選挙執行。松本、荒木ら3候補を破り、7選（松本は比例復活）。10月26日、執行役員会で政調会長の兼務が決まる。12月4日、立憲民主党東京都連が設立され、会長に就任。
2018年10月24日、立憲民主党選挙対策委員長を兼務する。2019年1月28日、政調会長の兼務を解除。
2020年9月15日、旧立憲民主党と旧国民民主党は、2つの無所属グループを加えた形で新「立憲民主党」を結成。長妻は同党副代表となった。
2021年10月31日の第49回衆議院議員総選挙で8選。同年12月6日の両院議員総会をもって党副代表を退任。
2022年8月26日、立憲民主党の新執行部が発足し、政務調査会長に就任した。また、9月13日に新たに設置された立憲民主党ネクストキャビネットにおいて、ネクスト官房長官に就任した。
同年12月13日に開催された党常任幹事会で、次期衆院選から新設される東京27区からの出馬が内定した。
2024年9月24日、立憲民主党代表代行（政策統括）に就任した。同年10月27日の第50回衆議院議員総選挙では東京27区から9選。

## 厚生労働大臣

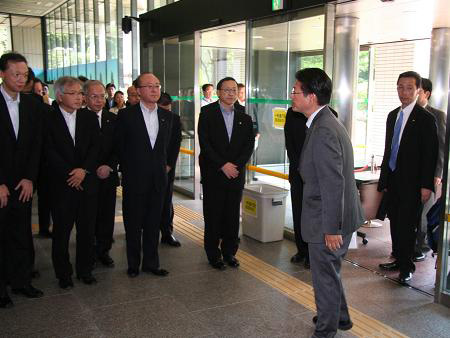
2009年9月17日、厚生労働省へ初登庁する長妻

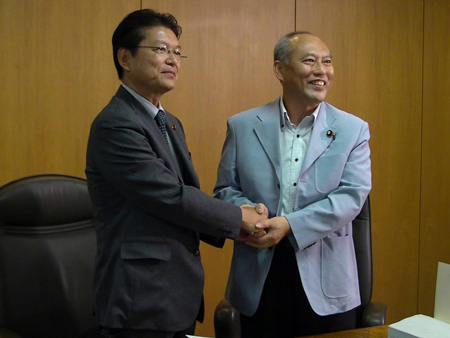
2009年9月17日、前任の厚生労働大臣だった舛添要一から事務引継を受ける長妻

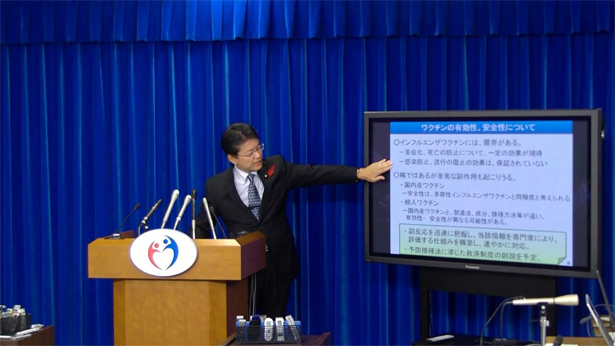
2009年10月1日、厚生労働省内会見室で記者会見を行う長妻

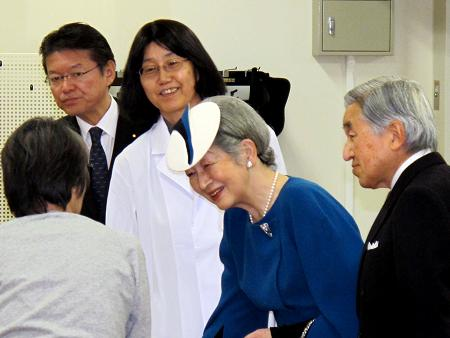
2009年12月7日、国立障害者リハビリテーションセンターにて天皇明仁（手前右端）、皇后美智子（手前中央）、国立障害者リハビリテーションセンター総長飛松好子（奥中央）と

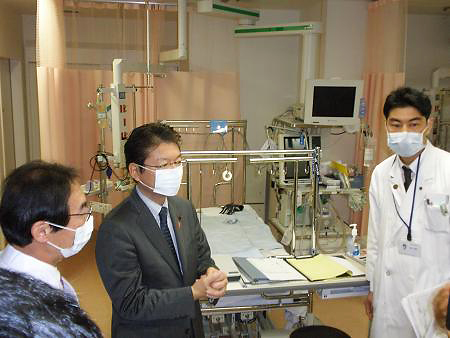
2009年12月3日、東京女子医科大学にて

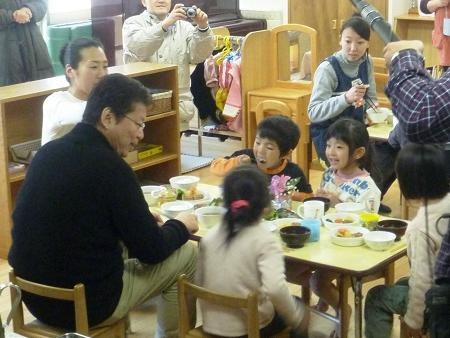
2010年2月6日、保育園で子ども達と一緒に給食を食べる長妻

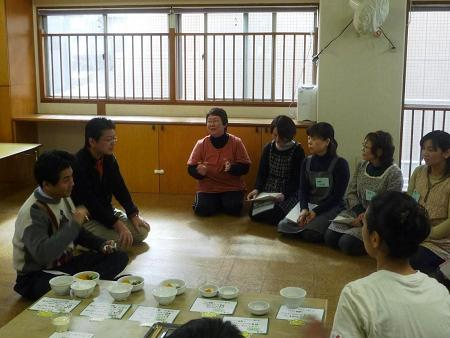
2010年2月6日、厚生労働大臣政務官山井和則と共に保育士と懇談をする長妻

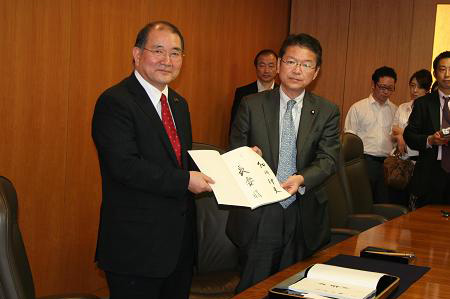
2010年9月21日、新旧厚生労働大臣の事務引き継ぎにて細川律夫（左）と

- 2009年9月17日に厚生労働省に初登庁したが、出迎えた職員からは拍手もなく、終始緊張感のただよう初登庁であった[50]。その後の訓示では、民主党の衆院選マニフェスト（政権公約）の冊子を手にしながら、マニフェストを「ある意味、国民と新しい政府との契約書、あるいは命令書と考えてもよい」と訓示したうえで職員一人ひとりが背広のポケットに常に携帯するよう指示した[51]。
- 2009年9月19日、厚生労働大臣として障害者自立支援法の廃止を明言した[52]。
- 2009年9月25日、守秘義務のない民主党政策調査会の職員を、省内の担当部署からの説明時に同席させている問題について、民主党の職員を非常勤国家公務員として採用することで問題を解決する考えを示した[53]。
- 2009年9月30日、閣議について「判子を押してそれで解散という自民党の方式ではなく、閣議の後で懇談会で率直な意見交換を行うようにした」と記者会見で報告した。記者から「自民党も閣議、閣僚懇という仕組みで同じことをしていました。民主党が『形骸化した』と批判していた閣議は参加してみたら実はそうではなかったという趣旨の感想でしょうか」と質問されると、長妻は「マスコミの報道で見た自民党の閣議は、サインをして『はい終わり』というものだった。実際に見たことはないが、民主党のように濃厚な議論はしていないと思う」と回答した[54]。
- 2009年10月5日、緊急雇用対策に関する指針について取材しようと内閣府の会議室前で待機していたぶら下がりの記者たちを避けるため、貨物用エレベーターに乗り込んで、地下から逃げるように立ち去ったと、週刊文春に報道された[55]。
- 2009年10月26日、中央社会保険医療協議会の後任人事について、自民党を支持する日本医師会の委員枠を実質廃止し、同年8月の総選挙で民主党を支持した茨城県医師会の医師ら3人を選出した[56]。
- 2009年11月12日、日経ビジネスのインタビューで「自民党政権だったら、大臣になってもすべてお膳立てが整っている。極端に言えばハンコをつくくらいだと推察されます」と、同年9月30日に述べた自民党への見解を重ねて主張。また予算額について自ら電卓を使っている理由として「最初は自分でやってみないことにはどうにもならないから」、自民党の大臣については「自分で電卓をたたく大臣はいなかったんじゃないか」と語った[57]。

### 年金関連
- 「ミスター年金」と呼ばれた長妻であったが、厚生労働大臣となってからは慎重な発言が多いため、「ミスター検討中」と揶揄する声が挙がった[58][59][60]。これについて長妻は、「すぐに結論が出せるものもありますが、じっくりと制度の改革などを考えなければならないこともあります」「（社会保障分野では）きちんと議論をして、それを多くの方の意見を聞いて、段階を踏む必要がある」と釈明している[61]。
- 2009年9月29日、民主党がマニフェストで反対していた日本年金機構について、2010年1月に発足させる方針を発表した。1078人の民間人の採用手続きが進んでいることや、庁舎移転なども始まっていることから、発足を凍結した場合の影響が大きいと判断した[62]。
- 2009年10月10日、2010年度予算の概算要求で日本年金機構の非正規職員を含めた人件費を、年金記録解明のために増額を求めることを示した[63]。
- 2009年10月27日、社会保険庁が日本年金機構に移行することによって、分限免職される社会保険庁の職員（懲戒処分歴のある職員は年金機構で雇用されずに分限免職となる）数百人を、地方自治体が採用するように働き掛ける方針を表明[64]。
- 2009年10月、党がマニフェストに掲げた社保庁と国税庁を統合して歳入庁を創設する構想について、年金機構を「つなぎ」とし、4年後には歳入庁に統合する方針を表明。ただしこの構想を実現しようとした場合、公務員ではない年金機構の職員1万1千人を、歳入庁で公務員に戻すと公約に矛盾しかねないことや、国税庁職員を非公務員とすると、同庁を外局に抱える財務省が猛反発する可能性があるといった批判も出された[65]。
- 2009年11月12日、年金記録問題について、国民年金加入期間の空白が1年以内である場合や、2年以内で他に未納期間がない場合には、証拠がなくても納付したと認める方針を表明[66]。
- 2009年11月13日、過去に懲戒処分を受けた社会保険庁の職員を、厚生労働省の非常勤職員として採用することを検討する意向を表明。採用の規模は最低で100人ほどを予定していたが[67]、「（非常勤採用を）自動的にできるという意識は持っていない」として、案を主導した連合と距離を置くことになった[68]。12月1日、過去に懲戒処分を受けた社会保険庁の職員約300人の日本年金機構への移行に伴う処遇について、無許可で労働組合の活動に専従した30人を民間の解雇にあたる分限免職とし、年金記録のぞき見などで処分歴がある約280人については非常勤職員の公募への応募を認めるが、採用は250人に限ることを発表した[69]。野党時代は厚生労働省での採用に否定的で「社保庁職員はハローワークに行け」と主張していたが、平野博文官房長官からの要請に応じたものとみられる[70]。
- 2009年11月14日、行政刷新会議で厚生労働省の立場を説明するために、局長級の官僚を派遣。その議論の様子をテレビで見た「仕分け人に対する局長級の説明能力が低い」と指摘した[71]。
- 2009年12月28日、長妻は、懲戒処分を受けていた251人の職員を含めた525人を、分限免職とする方針を決定した[72]。
- 夫が失業した時に、国民年金の種類を切り替えていない専業主婦が全国に約100万人いるという、主婦の国民年金3号切り替え問題について、2011年3月に、救済方法や法改正をせずに行政裁量で対応させる方針を決定し、同年12月に救済策を定めた通知を課長名で出させた[73]。なお2011年3月8日、衆議院厚生労働委員会で後任の細川律夫は、長妻から引き継ぎを受けていなかったと説明し[74]、通達を出した課長は更迭された[75]。

### 年金改革の取組と実績
- 1557万人の年金記録を回復（令和3年3月時点）。年金の回復額は2.8兆円（令和3年7月時点）。
- 年金記録紙台帳6億件、7900万人分をコンピュータと照合。
- 誕生月に年金見込み額を知らせる「ねんきん定期便」を送付。
- 無年金者を受給可能にするため、10年以上保険料を払えば受給可能にする制度を導入（それまでは25年以上保険料を支払わないと年金支給がなかった）。
- 低年金者970万人に年金を最大年6万円上乗せ。
- リゾート施設（グリーンピア）等への年金流用をストップ。
- 公務員年金（共済年金）と厚生年金の一元化の実現。

### 後期高齢者医療制度
- 2009年10月4日、 2008年6月に民主党が参議院に提出して可決させた「後期高齢者医療制度を即時廃止し、老健を復活させる法案」の実現を断念し、自公政権の政策（後期高齢者医療制度の継続と老人保健制度の復活の断念すること）を発表した[76]。
- 2009年11月9日、2010年度の後期高齢者の医療保険料が平均12％増になることを発表[77]。ただし、弊害が指摘されていた後期高齢者に適用されていた診療報酬は廃止した。理由として「後期高齢者医療制度では、75歳以上の方が長期入院していると病院が受け取る入院基本料が下がり、その結果、病院側が75歳以上の方々の早期退院を促すことにつながる診療報酬体系があった」と答弁している（2010年5月18日衆議院決算行政監視委員会）。

### 母子加算の復活
- 2009年9月22日、生活保護の母子加算を10～11月ごろまでに復活させる方針を発表[78]。
- 2009年10月8日、生活保護の母子加算を12月までに復活させる方針を発表。母子加算の財源を作るため、災害など緊急時に備える予備費などを割り当てる方針を発表[79]。
- 2009年10月14日、母子加算の財源を作るため、「子育て応援特別手当」（3歳未満の児童手当が5000円から10000円にされた時に「すきま」年齢としてすりぬけた児童を対象に1回限り3万6千円を支給する政策）を支給停止することを決定[80]。
- 2009年10月22日、母子加算の財源を作るため、「ひとり親世帯就労促進費」（月に3万円以上収入を得た場合に1万円を支給し、自立に向けて努力しているひとり親世帯を支援する制度）を廃止する方針を発表[81]。

### 子ども手当
- 2009年には、子ども手当を推進した[82]。根拠法となる「平成二十二年度における子ども手当の支給に関する法律」が、2010年（平成22年）3月16日に衆議院、同年26日に参議院で可決、同年4月1日より施行され、同年6月より月額1万3千円の支給が開始された。

### 医療機関の明細付き領収書の無料発行義務付け
- 2010年度診療報酬改定より、医療機関に対して、明細付きの医療費の領収書を患者に無料で発行することを原則として義務付けた。
- これにより、患者は、個別の治療行為や投薬された薬の種類、検査などの内容が把握できるようになった。

### 平成22年度版厚生労働白書
2010年8月27日　平成22年度版厚生労働白書を閣議決定したが、巻頭に厚労行政について「お詫び」したり、巻末に「厚生労働カルタ」を添付した異例の内容であった。長妻は自身のホームページでも「ながつまカルタ」を掲載しており、白書でのカルタ添付も長妻が指示し、意向が強く反映された形となっており、省内からは「まるで長妻白書だ」（幹部）との声も漏れていた。

### 代替医療関連
- 長妻は、2010年1月28日の予算委員会において「統合医療の省内でプロジェクトチームをつくりまして、これを一本にまとめていくということで検討していくということであります。統合医療は、もう言うまでもなく、西洋医学だけではなくて、伝統医学、漢方、鍼灸、温泉療法、音楽療法、芸術療法、心身療法、自然療法、ハーブ療法、ホメオパチー（原文ママ）などいろいろな広がりがあるものでございまして、厚生労働省といたしましても、この22年度の予算でかなりこれまで以上に、研究分野の統合医療の研究について十億円以上の予算を計上しまして、その効果も含めた研究というのに取り組んでいきたい」と答弁した[88]。
- 2010年8月24日、日本学術会議はホメオパシーに関する会長談話を発表した[89][90][91]。これを受けて、長妻は「本当に効果があるのかないのか、厚労省で研究していく」と述べ[92][93]、ホメオパシーを含む代替医療に関し、聖路加国際病院の福井次矢院長を主任研究者とする研究班を設置した[94]。

### 相対的貧困率の公表
2009年10月20日、長妻は日本政府として、初めて相対的貧困率を公表した。日本はメキシコ、トルコ、アメリカ合衆国に次いで4番目に高い。自公連立政権が貧困率の公表を避けてきたのは、削減目標設定を余儀なくされることを嫌ったことが一因とされるが、長妻は数値算出を指示するとともに「ナショナルミニマム（政府が国民に保障する最低限の生活水準）研究会」を発足させた。毎日新聞は長妻について、社会保障制度改革で実績を上げることができなかったが、貧困と向き合ったことは成果に挙げることができる、としている。

### 非正規雇用者の失業保険への加入
新たに225万人の非正規雇用者を雇用保険に加入できるようにした。

### イクメン・プロジェクトの推進
イクメンという言葉を流行らせたい、と国会で宣言し、省内にイクメンプロジェクトを始動　父親の育児参加に一定の役割を果たした。

### ナショナルミニマム研究会の設置
生活保護の捕捉率3割など、生活保護の課題を明らかにした。

### パンデミックの教訓を総括する新型インフルエンザ総括会議を設置
新型インフルエンザが猛威を振るった経験から、教訓を得ようと省内に設置。当時、尾身茂、岡部信彦ら40人を超える専門家と7回に渡って討議。2010年6月に報告書をまとめた。
報告書では、発生前からの体制強化を強調し、法制化、国産ワクチン体制、PCR検査体制の充実、早期の水際対策、日本版CDCの設置、危機医療体制の強化、国と地方、医療機関とのホットラインの設置などが提言された。民主党政権下で法制化（インフルエンザ特措法）は実現したものの政権を失い、提言が引き継がれなかった。

### 自殺対策への取組
厚生労働大臣時代に自殺対策を推進。主な取組は以下のとおり。
- 自殺対策強化月間の開始

2010年2月5日の自殺対策総合対策会議において、年間自殺者が一番多い3月を『自殺対策強化月間』と定めた。強化月間として初めての取組となった2010年3月には、「お父さん、眠れてる?」をキャッチフレーズとした睡眠キャンペーンなどの啓発活動や、ハローワークなどでの対面型相談支援等が実施された。
- 自殺対策の5本柱の策定

1. 自殺対策の中身を知って頂くための取り組み（当事者の気持ちに寄り添ったメッセージを発信する）
2. 悩んでいる人に気づき、声をかけ、話を聞き、必要な支援につなげる取り組み（ゲートキーパー機能の充実などを通じて地域で連携して必要な支援を届ける）
3. 職場におけるメンタルヘルス対策・職場復帰支援の充実（一人一人を大切にする職場づくりを進める）
4. 自宅に訪問して支援するアウトリーチの充実（一人一人の身近な生活の場に支援を届ける）
5. うつ病対策の充実など精神保険医療改革の推進（「認知行動療法」の普及、自殺未遂者に対する医療体制の強化など）

※厚生労働省『自殺・うつ病対策プロジェクトチーム報告（平成22年5月28日）』より。

### 新薬創出加算の導入
厚生労働大臣時代の２０１０年度の薬価改定時に、新薬の薬価（薬の公定価格）の維持をする特例を盛り込む制度を新たに導入し、各製薬会社の新薬開発を促進する政策を進めた。

### シベリア抑留問題への取組
民主党時代よりシベリア抑留問題に取り組んでいる。2021年11月現在、立憲民主党シベリア抑留議連の会長を務める。
厚生労働大臣時に、「戦後強制抑留者に係る問題に関する特別措置法」（厚労省所管）が成立。この法律によって、元抑留者に対して、国から、シベリアでの労働の対価という趣旨も含む特別給付金が支給された。また、同法では、シベリア抑留の実態調査も義務付けられた。

### 若手プロジェクトチーム
厚労相就任後、長妻の肝煎りで発足させた「若手プロジェクトチーム（PT）」が、平均年齢33歳の職員34人が6チームに分かれて、業務効率化やサービス改善策について無記名のアンケート調査を行った。その結果、「現在仕えている上司について、当てはまると思うものはどれか（複数回答）政務三役」というアンケート項目に対し、「（政務三役の）おごりを感じる」と答えたのは48.0%であった。また、自由意見に「政務から優先順位がなく現実的なスケジュール感のない宿題が山ほど出されていることが、問題」などがあった。2010年7月28日、このアンケート結果の報告会に出席した長妻は、この結果に対し沈黙したが、長浜博行厚生労働副大臣は「『おごっている』の意味が一体何を指しているのか。政治家は国民意識から離れている場合は選挙で負けるが、公務員にはそういった機能がない」と反論した。職員の本音を突きつけられた長妻は「提言してもらった方々の勇気と労力に敬意を表します」と語った。

## 特徴
元々は落下傘候補だったが、2021年現在では中野区に確固たる地盤を築き上げている。

### 質問主意書

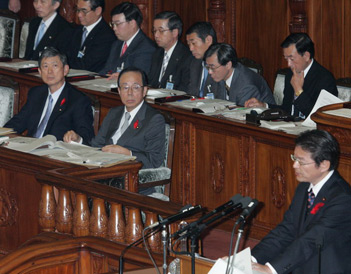
2007年10月3日、衆議院本会議での代表質問にて

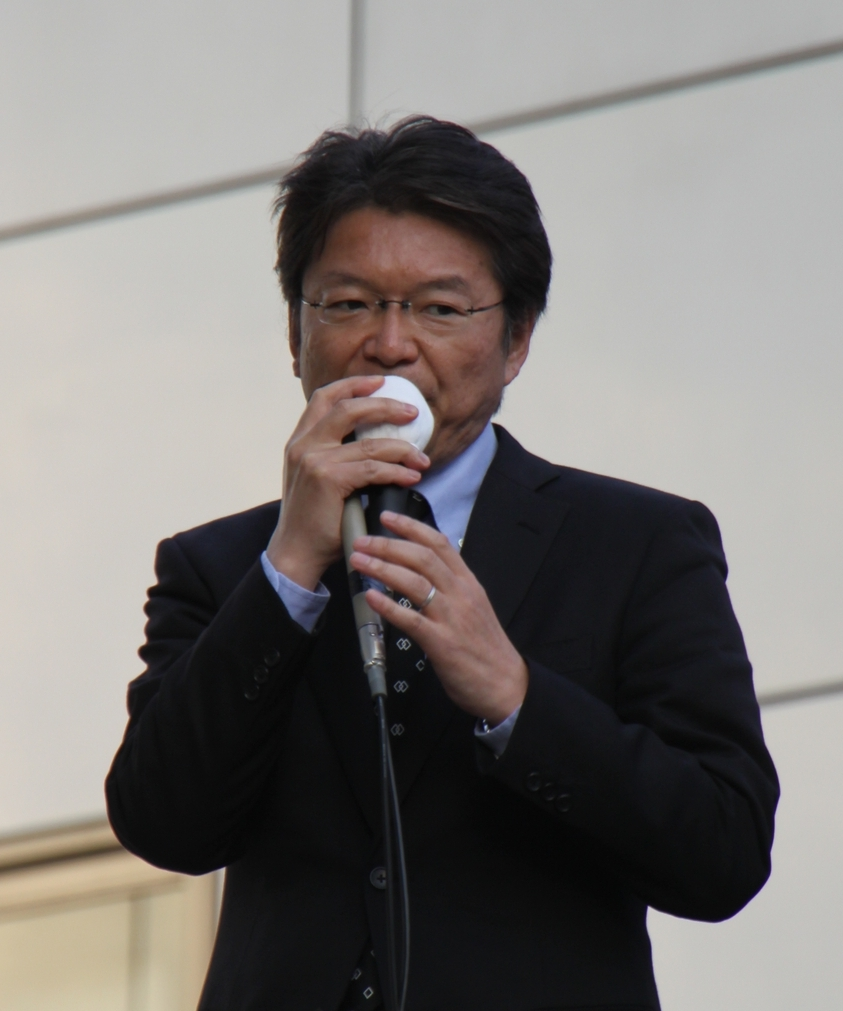
2009年5月15日、東京都千代田区での街頭演説にて

- 内閣に対する質問主意書の提出を積極的に行っている。3期目（2005年9月から2009年7月まで）の提出回数は、全衆議院議員中4番目に多い[103]。
- 質問主意書は通常、1週間以内の回答を制度上義務づけられているが、「期間内で回答は不可能」として回答を拒否されたことがある[104]。
- 2004年8月5日の記者会見で、細田博之内閣官房長官（当時）は長妻の質問主意書を手に取り、「『自分は質問主意書日本一だ』と自慢して、選挙公報に出している人までいる。非常に行政上の阻害要因になっている」と指摘した。また翌年2月7日の衆議院予算委員会における審議中、細田官房長官は質問主意書の答弁書作成について「これが大変なサービス残業になって、しかも、エリートでない官僚のことで」と発言。長妻はこれに対し、2008年12月1日に「質問主意書の答弁書作成等に関する質問主意書」を提出した[105]。
  - 長妻の質問主意書に関し、東京大学先端科学技術研究センター特任准教授の菅原琢は、官僚である自身の友人たちから最も忌み嫌われているのは長妻であり、長妻による質問への答弁書の作成は膨大な作業量を要するものばかりであったのは疑いようがないとしている。その一方で、質問への答弁を一律簡略化、無意味化するという政府の対応は、あまり合理的ではない。重要な論点を含んでいるのなら積極的に取り組むのが政府としてもおそらく合理的であるとも主張。最後に「いずれにせよ、質問主意書制度は質問と答弁が一体となって国民の側に利益とコストをもたらすものである。したがって、質問と答弁をセットで観察していきたいところである」とまとめている[106]。

## 政策

### 憲法
立憲民主党内における憲法改正論者として知られる。
- 2002年のアンケートでは、憲法改正に「賛成」。改正すべき項目に「知る権利」「憲法9条」を挙げた[107]。
- 2003年のアンケートでは、憲法改正に「どちらかと言えば賛成」。改正すべき項目に「知る権利」を挙げた[108]。
- 2012年のアンケートでは、憲法改正に「どちらとも言えない」[109]。
- 2014年のアンケートでは、憲法改正に「どちらかと言えば賛成」。改正すべき項目に「環境権」「情報公開」「緊急事態条項」を挙げた[110]。
- 2017年のアンケートでは、憲法改正に「どちらかと言えば賛成」とし、改正すべき項目として「衆議院の解散」「その他」「情報公開」を挙げた[111]。
- 2021年のアンケートでは、憲法改正に「反対」（毎日新聞特集「第49回衆議院選挙」より）。憲法9条の改正にも「反対」[112]。

### 外交・安全保障
- もともとは外交・安全保障問題の論客として知られ、年金問題で注目される以前は外務委員会や安全保障委員会での質疑が多かった[113]。本人も「国会議員として最終的に取り組みたいのは実は外交・安保」[114]と語っている。
- 日本の防衛力はもっと強化すべき、との考えについて、2003年のアンケートでは「どちらかと言えば賛成」[115]、2012年のアンケートでは「どちらとも言えない」[109]、2014年および2017年のアンケートでは「どちらかと言えば賛成」と回答[110][111]。
- 集団的自衛権の行使について、2003年のアンケートでは「どちらとも言えない」と回答[115]。2004年には「日本周辺などに限定」という制限つきで集団的自衛権を認める考えを示した[116]。2012年のアンケートでは「どちらとも言えない」と回答した[109]。2014年のアンケートでは、集団的自衛権の行使を認める安倍内閣の閣議決定を「評価しない」とし[110]、2017年のアンケートでは、集団的自衛権の行使を認める安全保障関連法案の成立を「どちらかと言えば評価しない」とした[111]。
- 北朝鮮に対して対話よりも圧力を優先すべきとの考えについて、2003年のアンケートでは「どちらかと言えば賛成」[115]、2012年のアンケートでは「どちらとも言えない」[109]、2014年のアンケートでは「どちらかと言えば賛成」[110]、2017年のアンケートでは「賛成」[111]、と回答。
- 2002年3月に鈴木宗男事件が発覚した際、鈴木宗男を2度にわたりタジキスタン共和国への首相特使に任命した第1次小泉内閣に対し、鈴木宗男が首相特使を務めるに適任かを問い、小泉純一郎首相の任命責任を追及する質問主意書を内閣に提出した[117]。
- 2006年10月15日、中川昭一自由民主党政務調査会長が、北朝鮮による核兵器実験を受け、日本の核武装について「議論を尽くすべき」とコメントしたことについて「非常に不謹慎」と述べた。また「北朝鮮に核実験をさせた責任の一端が日本の国会にないとは言えない」として「どういうところに問題があり、その核実験が強行されてしまったのか」と質問した。

### 政治制度
- 政党支部への企業団体献金の禁止に賛成[115]。
- 望ましい衆議院の選挙制度は完全小選挙区制とし[115]、中選挙区制に戻すことには反対[109]。

### エネルギー政策
- 原発の再稼働に反対[110][111]。
- 原発ゼロを目指す[110][111]。

### 社会
- 首相の靖国神社参拝に反対[110][111]。
- ヘイトスピーチを法律で規制することにやや賛成[110]。
- 選択的夫婦別姓制度の導入に賛成[110][111]。
- 静岡空港建設反対の国会議員署名活動で署名者に加わった[118]。
- 2005年に発覚した耐震強度偽造問題では、国会における参考人質疑や証人喚問、政治倫理審査会での審議において自民党の伊藤公介元国土庁長官ら関係者を追及した[119]。
- 2014年1月31日の衆議院予算委員会の基本的質疑において、民主党を「所得再分配・安心提供による消費拡大」、自民党を「富裕層を引き上げ、果実をしたたり落とす？」などと列挙したボードを掲げて「安倍自民党が進める社会と、民主党が目指す社会はかなりかけ離れている」と訴えた。これに対し安倍晋三首相は、「デマゴーグだ。不毛なレッテル貼りはやめるべきだ」と反論した[120]。
- 受動喫煙防止を目的に飲食店などの建物内を原則禁煙とする健康増進法改正に賛成[121]。

## 人物

### 人物像

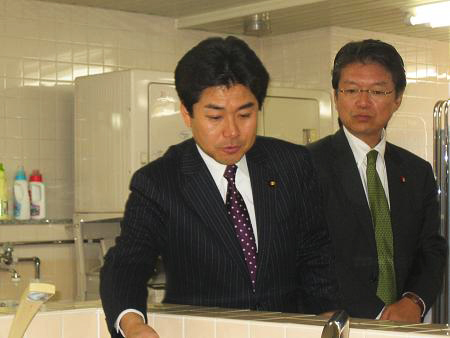
2009年10月9日、山井和則厚生労働大臣政務官と共に入浴設備を見学する長妻

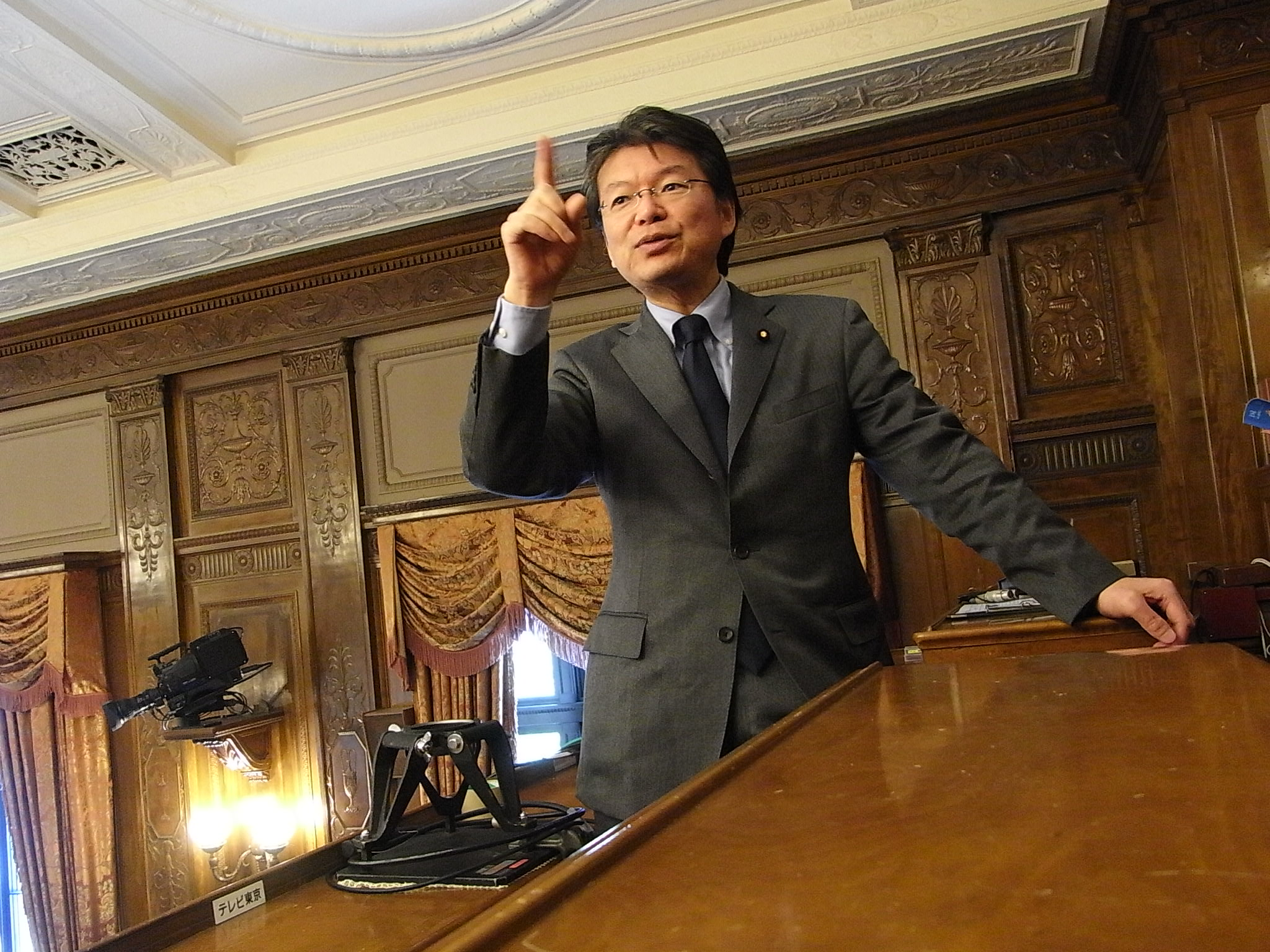
2009年3月、衆議院第一委員会室にて

- 消えた年金問題で知り合った山井和則と特に親しく、長妻は自著のあとがき[122]で山井を「一生の友」と称している。また枝野幸男、阿久津幸彦らと親密であり、枝野とは立憲民主党の立ち上げに共に加わっている。また、かつて樽井良和は側近格だった。
- 自身が大臣を務めた厚生労働省について、2013年5月11日に行われた「民主党大反省会」では「官僚とその裏にいる団体が一つになって変化を拒む」と語り、菅直人、枝野幸男らと共に官僚批判を終始展開した[123]。
- 政党への企業・団体献金は否定しないものの、個人としては企業・団体献金は受け取らず、個人献金のみ受け取っている[124]。
- 2007年8月、WikiScannerでの検索により、2006年4月5日に厚生労働省から接続のIPユーザーより当項目に書込みがあったことが発覚。長妻を誹謗中傷する内容であったため、厚生労働事務次官が「遺憾である」とコメントした[125]。
- 父親・謙三郎はかつて世田谷警察署長を務めた[126]。
- 高校の同期にタレントの西山浩司がおり、西山と共にバドミントン部を立ち上げた[127]。
- 慶應義塾大学在学中、ロックバンドのボーカルを務めていた[128]。
- 趣味は映画鑑賞、カラオケ、サッカー、キャンプ[128]。
- 長島昭久とは、慶應大学時代の同級生であり語学の授業での席が隣同士で親しくなったと長妻の著作『招かれざる大臣』で紹介されている。
- 大前研一の「平成維新の会」を長妻に紹介したのは、長島昭久である。

### 人物評
- 自民党から民主党への政権交代後、厚生労働省の組合員の52.9%が「残業時間が増えた」と回答した。政権交代後、厚生労働省の職員は1人当たり月平均70時間の残業を強いられる形となり、全省庁で最多となっており[129]、過労死の危険ラインとされる月80時間を超える残業をした人が191人にのぼったが、大臣の指示が細かくかつ多すぎるのが、残業が増える原因との指摘がある[130]（霞が関国家公務員労働組合共闘会議の残業実態アンケート結果によると、厚生労働省の月平均残業時間は、民主党政権以前の自公政権時代である2007年は旧厚生75.8時間、旧労働72.8時間であった。2008年は旧厚生71.2時間、旧労働66.3時間であった）。
- J-CASTニュースは、厚労省職員の多くが長妻に不信感を持っているなどと報じた[131]。大臣室に局長らを集めた際、机の書類が床に落ちたことがあった。毎日新聞は、長妻は「上に立つ大臣は取っちゃいけない。君たちが拾わなきゃいけないんだよ。私とあなた方はそういう関係です」と発言した、と報道したが、長妻本人は自著でこの発言を否定。自身がこの記事を読み、｢びっくりした｣と述べた[132]。長妻の厚労相就任後の半年で、省内に出す指示は約1000件に達した。この指示は年金問題や後期高齢者医療制度など政策に関するものが多かった[133]。長妻が民主党筆頭副幹事長に異動後、産経新聞は「長妻氏が目指した厚労省改革、年金の改革・是正も具体的な成果は挙げられなかった」と批判した。長妻のあとは副大臣だった細川律夫が昇格したが、産経新聞は、細川就任後、官僚に不信感をもたらした長妻のカラーは急速に薄れた、と報道した[134]。
- 森田実は「記者の経験がある長妻は自分で取材、調査しており、勇み足がない」と評している[135]。
- 経済コラムニストの山口正洋は「日本経済を立て直してくれそうな政治家」の2位に長妻を選んでいる[136]。
- 大前研一は、官僚と上手に折り合いをつけていた前原誠司に比べて長妻には真面目すぎる側面があるため、官僚からの受けは良くなかっただろうとしている。その一方でマスコミの論調は長妻を非難する傾向が強いが、長妻の政治家としての力量とは無関係に報道機関の企業体質に依るところも大きいと指摘。国民はこうした報道機関と政治家の関係を知った上でニュースを読み解くように心がけるべきであり、報道内容をそのまま鵜呑みにしてしまうと大きな勘違いをしてしまうと忠告している[137]。
- 2015年の民主党代表選挙では、日本教職員組合との強い結びつきのほか、日本郵政グループ労働組合への挨拶など官公庁の支持を受けるために奔走する様変わりした姿が読売新聞で報じられた。
- 厚労相時代、厚労省所管の公益法人に対して、役員以外の職員も公募採用に切り替えるようにした。国家公務員OBの大量天下りを問題視したもので、「国と所管法人とのかかわり方の疑念を払う必要がある」と説明。要請に先立って行われた調査によると、公益法人の事務局長や総務課長などの役員以外の職員における国家公務員OBは、2010年4月1日当時、304法人に1653人が在籍しており、厚労省出身者は280法人の1401人で、このうち124人は1826万円を最高に年間1000万円以上の給与を受けていた。
- 厚労大臣時代に埋め込んだ"改革装置"（東京新聞2010年9月30日）
  - 「大きいのは新たな人事評価基準だ。役所文化は膨張するのを善とする。必要がない天下り団体を残す。予算を使い切る。組織が肥え、権限拡大に貢献した官僚に二重丸がつく。この人事評価基準を真逆にした」
  - 厚労省全体や各局の目標を設定。「コスト意識・ムダ排除能力」「制度・業務改善能力」など7つのチェック項目を人事評価基準にした。
  - 人事異動では、官房長など中枢に若手を登用。国家公務員一種試験採用ではない、いわゆるノンキャリア職員を局の総務課長に抜擢した。

### 国会会議録削除問題
2007年10月の衆議院厚生労働委員会における長妻の「与党というものは一度でも（政府の）不祥事を追及したことがあるのか」という発言が、自由民主党の茂木敏充厚生労働委員長により会議録から削除されていたことが判明した。これに対し、長妻は2008年2月8日、衆議院予算委員会で「今は戦前ですか? 戦時中ですか!」と与党を批判し、削除された発言の復帰を求めた。その後も国会において再三抗議し、記録の回復を求めた。2008年3月26日、茂木は長妻の発言は議場からの不規則発言に対して発言したものであるため、「発言者は、私語に応酬することができない」としている本会議先例集に基づき削除したと説明した。通常こうした行為は理事会の合意を得て行うのが慣例であり、委員長の職権で削除したのは極めて異例。国会の会議録削除は野中広務の発言以降、11年ぶりであった。2008年5月14日・28日の厚生労働委員会では、長妻が同委員会に配布予定にしていた資料（「発言者は、私語に応酬することができない」という理由で委員の発言を削除した先例は衆議院と参議院でもなかったとする資料2枚）を理事会が配布しなかったことについて抗議し、説明を求めた。茂木は理由として「理事会で不適切と判断された」「他の委員や参考人は（資料を）自分で配っている」などと説明した。

## 選挙歴
| 当落 | 選挙                     | 執行日         | 年齢 | 選挙区       | 政党         | 得票数     | 得票率 | 定数 | 得票順位 /候補者数 | 政党内比例順位 /政党当選者数 |
| ---- | ------------------------ | -------------- | ---- | ------------ | ------------ | ---------- | ------ | ---- | ------------------ | ---------------------------- |
| 落   | 第17回参議院議員通常選挙 | 1995年07月23日 | 35   | 参議院比例区 | 平成維新の会 | ー票       | ー     | 50   | ー/ー              | /                            |
| 落   | 第41回衆議院議員総選挙   | 1996年10月20日 | 36   | 東京都第10区 | 旧民主党     | 3万3480票  | 19.45% | 1    | 3/6                | /                            |
| 当   | 第42回衆議院議員総選挙   | 2000年06月25日 | 40   | 東京都第7区  | 民主党       | 8万2502票  | 35.71% | 1    | 1/5                | /                            |
| 当   | 第43回衆議院議員総選挙   | 2003年11月09日 | 43   | 東京都第7区  | 民主党       | 9万9891票  | 43.06% | 1    | 1/5                | /                            |
| 比当 | 第44回衆議院議員総選挙   | 2005年09月11日 | 45   | 東京都第7区  | 民主党       | 11万3221票 | 42.12% | 17   | 2/3                | 5/6                          |
| 当   | 第45回衆議院議員総選挙   | 2009年08月30日 | 49   | 東京都第7区  | 民主党       | 16万7905票 | 61.26% | 1    | 1/4                | /                            |
| 当   | 第46回衆議院議員総選挙   | 2012年12月16日 | 52   | 東京都第7区  | 民主党       | 10万872票  | 38.25% | 1    | 1/6                | /                            |
| 当   | 第47回衆議院議員総選挙   | 2014年12月14日 | 54   | 東京都第7区  | 民主党       | 10万4422票 | 44.61% | 1    | 1/4                | /                            |
| 当   | 第48回衆議院議員総選挙   | 2017年10月22日 | 57   | 東京都第7区  | 旧立憲民主党 | 11万7118票 | 50.52% | 1    | 1/4                | /                            |
| 当   | 第49回衆議院議員総選挙   | 2021年10月31日 | 61   | 東京都第7区  | 立憲民主党   | 12万4541票 | 49.25% | 1    | 1/5                | /                            |
| 当   | 第50回衆議院議員総選挙   | 2024年10月27日 | 65   | 東京都第27区 | 立憲民主党   | 11万2388票 | 54.06% | 1    | 1/4                | /                            |

## 所属議員連盟
- イクメン議員連盟（顧問）
- 生殖補助医療議員連盟（会長代行）[143]
- 東京オリンピック・パラリンピックに向けて受動喫煙防止法を実現する議員連盟（副会長）[144]

## 書籍

### 単著
- 『「消えた年金」を追って―欠陥国家、その実態を暴く』リヨン社、2007年10月。ISBN 978-4576071282。
- 『闘う政治～手綱を握って馬に乗れ～』講談社、2008年9月。ISBN 978-4062149808。
- 『招かれざる大臣』朝日新聞出版、2011年2月。ISBN 978-4022733825。

### 共著
- 赤池キョウコ『マンガで読むびっくり仰天!年金浪費―「福祉」という名のブラックホールを塞げ!』グラフ社、2004年12月。ISBN 978-4766208535。

### 関連書籍
- 大下英治『「誰が総理になっても、日本は変わらない」と思っている人へ ～民主党ニューリーダー候補12人の頭の中～』青志社、2011年8月。ISBN 978-4344019331。